# Зигель, Карл (философ)
Карл Зи́гель (нем. Carl Siegel; 19 августа 1872, Нойвальдегг — 14 февраля 1943, Грац) — австрийский философ.

## Биография
Родился в семье историка права Генриха Зигеля, по матери внук общественного деятеля Людвига фон Лёнера. Он изучал математику и философию с 1890 по 1894 год в Венском университете. В начале своей учёбы он был членом студенческого объединения Симпозион. Летний семестр 1893 года Зигель провёл в Гёттингенском университете, где в 1894 году защитил диссертацию на степень доктора философии.
После работы ассистентом на кафедре высшей математики в Немецком техническом училище в Брно (с 1895 по 1896 год), он в 1898 году выдержал экзамен на право преподавания философской пропедевтики. Затем Зигель преподавал в Брно и Вене, в 1900 году габилитировался. С 1913 года экстраординарный, с 1919 г. ординарный профессор философии в Черновицком университете. В 1927 году он принимает приглашение занять кафедру философии Грацского университета. В 1937 году вышел на пенсию, однако через год был приглашён вернуться назад и продолжал заведовать кафедрой до конца жизни. В 1939 г. избран членом-корреспондентом Венской академии наук.
Карл Зигель специализировался в областях истории философии, методологии естественных наук и теории познания. Его архив хранится в библиотеке университета Граца.

## Сочинения
- Geschichte der deutschen Naturphilosophie. Leipzig, 1913 (История немецкой натурфилософии. Лейпциг, 1913).